# Goodtimes & Badtimes (スターダストレビューのアルバム)
『Goodtimes & Badtimes』（グッド・タイムス・アンド・バッド・タイムス）はスターダストレビュー14枚目のオリジナル・アルバム。1997年11月5日に発売された。

## 収録曲
編曲：スターダストレビュー & 光田健一（特記以外）
編曲：スターダストレビュー & 十川知司（3.11）
編曲：スターダストレビュー & 矢代恒彦（5.10）
編曲：スターダストレビュー & 山本公樹（6）
1. Goodtimes & Badtimes
作詞：根本要/寺田正美　作曲：根本要
2. NO!NO! Lucky Lady
作詞・作曲：根本要
3. 何やってんだろう
作詞：並河祥太　作曲：柿沼清史
4. 大切なあなた
作詞：根本要/寺田正美　作曲：根本要
5. もうチョットだけ何か足りない　
作詞：並河祥太　作曲：根本要
6. Syncopation Love
作詞：根本要/寺田正美　作曲：根本要
7. 瑠璃色の涙
作詞・作曲：柿沼清史
8. 雨に夕焼け
作詞・作曲：根本要
9. Hurry Up （全英語詞）
作詞：ロバート・スコット　作曲：根本要
10. 星になるまで
作詞：林紀勝　作曲：柿沼清史
11. 愛してるの続き
作詞：並河祥太　作曲：根本要
12. 愛してるの続き（LIVE VERSION）
2006年以降再発盤のみ収録ボーナス・トラック

## クレジット
全曲（特記以外）
- Guitar, Vocal & Chorus：根本要
- Bass & Chorus：柿沼清史
- Drums & Chorus：寺田正美
- Percussion & Chorus：林"VOH"紀勝
- Keyboards & Chorus：光田健一

Goodtimes & Badtimes
- Syn. Programming：光田健一
- Alto Sax：山本公樹
- Tenor Sax：金子隆博

NO!NO! Lucky Lady
- Syn. programming：光田健一

何やってんだろう
- Keyboards：十川知司
- Syn. programming：小笠原学

大切なあなた
- Piano Solo：光田健一

もうチョットだけ何か足りない
- Keyboards：矢代恒彦
- Syn. Programming：田久保誓一

Syncopation Love
- Syn. Programming：山本公樹、光田健一
- Trumpet：小林太、澤野博敬
- Trombone：河合わかば
- Alt Sax & Solo：山本公樹
- Tenor Sax：金子隆博
- Baritone Sax：織田浩司

瑠璃色の涙
- Vocal：柿沼清史
- Syn. Programming & Keyboards Solo：光田健一

雨に夕焼け
- Syn. Programming：光田健一

Hurry Up
- Alt Sax & Soprano Sax Solo：山本公樹
- Syn. Programming & Piano Solo：光田健一

星になるまで
- Vocal：林"VOH"紀勝
- Keyboards & Solo：矢代恒彦
- Syn. Programming：平木秀幸

愛してるの続き
- Keyboards：十川知司
- Syn. Programming：小笠原学